# Giulia Drusilla (figlia di Caligola)
Giulia Drusilla (in latino Iulia Drusilla; 4 settembre 39 – Roma, 24 gennaio 41) è stata una nobildonna romana, unica figlia dell'imperatore romano Gaio Cesare Germanico, meglio noto come Caligola, e della sua quarta e ultima moglie Milonia Cesonia.

## Biografia
Chiamata come sua zia (sorella preferita del padre) Drusilla, Giulia nacque non molto dopo il matrimonio di Caligola con Cesonia (alcune fonti sostengono che nacque lo stesso giorno del matrimonio). Cesonia aveva già avuto altri bambini da matrimoni precedenti. Quando Drusilla venne alla luce, Caligola la portò in un tempio che ospitava statue di dee e la mise vicino a Minerva, ordinando alla dea di accudire la sua nuova figlia. Poco dopo la sua nascita, Caligola fece disporre per Roma recipienti per donazioni con sopra scritto: "Cibo di Giulia" o "Da bere per Giulia".
Le limitate conoscenze che si hanno di Drusilla pervengono in gran parte dal De vita XII Caesarum di Svetonio, in cui è descritta come una bambina dalla natura tanto selvaggia da far supporre che Caligola non le instillasse alcun tipo di disciplina. Svetonio racconta che quando fu abbastanza grande per cominciare a giocare, talvolta la piccola avrebbe addirittura cercato di graffiare la faccia e cavare gli occhi degli altri bambini e che, al riguardo, Caligola stesso avrebbe commentato che tale comportamento era una palese dimostrazione di come Drusilla non potesse che essere sua figlia.
Il 24 gennaio 41 Caligola fu assassinato dalle sue guardie. Cesonia e Drusilla sopravvissero solo pochi minuti. Furono uccise dalla sua Guardia Pretoriana guidata da Cassio Cherea. Stando al resoconto di Svetonio, la bambina sarebbe stata uccisa fracassandole la testa contro un muro.